# 苏海·阿齐兹·塔尔普尔
苏海·阿齐兹·塔尔普尔（信德語：‎，1988年—）是一名巴基斯坦警察。
苏海·阿齐兹来自巴基斯坦信德省坦杜穆罕默德汗县的一个中下阶层家庭，其父亲是一名作家兼政治活动人士，从小就对女儿寄予厚望。“当其父母决定将她送到学校接受教育时，绝大多数亲戚都开始嘲笑她的家庭。”家人都希望她成为一名会计师，但她在2013年加入了巴基斯坦警队。
她是第三位在该国警察部队服役的信德族女性。因在挫败2018年11月中国驻卡拉奇领事馆恐怖袭击事件中发挥的领导作用而受到赞扬。
2018年11月23日，中国驻卡拉奇领事馆遭到3名非法武装分子（印度支持的恐怖組織俾路支解放軍成員）的暴力袭击后，塔尔布尔是第一批赶到中国驻卡拉奇领事馆的警员。蘇海帶領警員赶到袭击现场，与恐怖分子交战。
巴基斯坦《论坛快报》以《苏海·塔尔布尔：中国领事馆行动前线上的女子》为标题，表彰了这位女警花的英勇事迹。报道称，是她领导了这场挫败了针对中国驻卡拉奇领事馆恐怖袭击的安全行动。
信德省首席部长賽義德·穆拉德·阿里·沙在向中国驻卡拉奇总领事做事件通报时，专门起立表扬了她的勇敢。
“你给大家树立了一个英勇的榜样。” ，“这就是敢为人先的女性形象。”